# Assemblea legislativa del Territorio del Nord

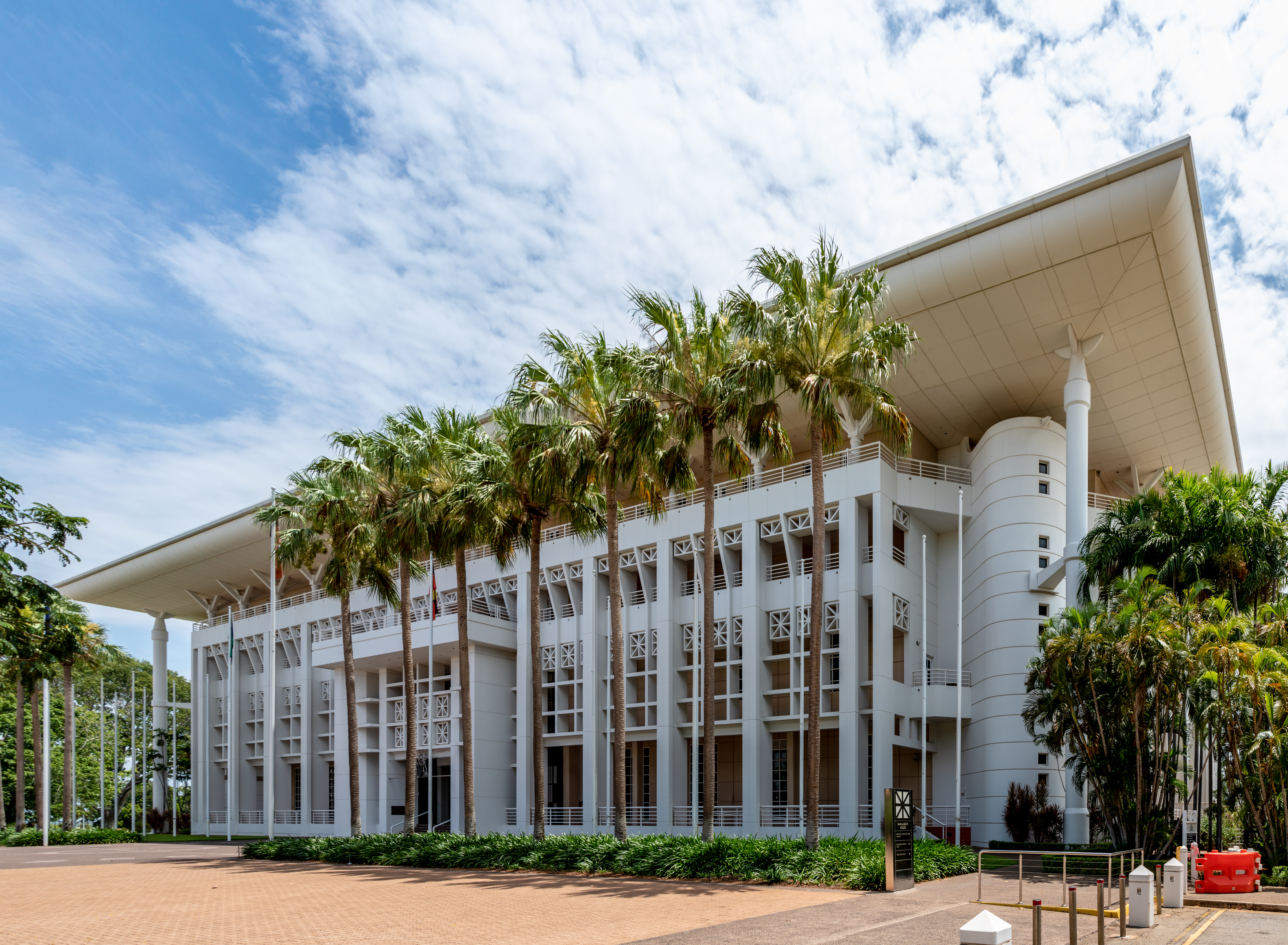
Il Palazzo del Parlamento dall’esterno.

L’Assemblea legislativa del Territorio del Nord è l’organo legislativo del Territorio del Nord, in Australia. Essa si riunisce nel Palazzo del Parlamento a Darwin.
Essa è composta da 25 membri ed è rinnovata ogni quattro anni. Si tratta di una delle sei assemblee legislative in Australia ad aver assunto l’assetto monocamerale.

## Storia
L'attuale Assemblea legislativa è stata creata da un atto del Parlamento del Commonwealth nel 1974, il'Northern Territory (Self-Government) Act 1974. Le prime elezioni si sono tenute il 19 ottobre 1974.
Fino a questo punto, infatti, il Territorio era stato direttamente amministrato dal governo del Commonwealth dopo il distacco dall’Australia Meridionale.

## Competenze e relazioni inter-istituzionali
Come per l'Assemblea legislativa del Territorio della Capitale Australiana, l'Assemblea legislativa del Territorio manca dei pieni poteri di una legislatura statale. La sezione 122 della Costituzione dell'Australia prevede che il Parlamento del Commonwealth possa "fare leggi per il governo di qualsiasi territorio" consegnato da qualsiasi Stato al Commonwealth e dunque l’assetto istituzionale del Territorio dipende essenzialmente dal volere del Parlamento australiano, al pari di Porto Rico negli Stati Uniti e della relativa legislatura. 
Prima di entrare in vigore, una legge dell’Assemblea deve essere prima approvata dall’Amministratore del Territorio del Nord, che agisce su consiglio del governo locale, ma anche su richiesta del governo federale. Anche se di solito è una formalità, sono esistite circostanze di frizione, dato che anche il governatore generale dell'Australia, prima della rimozione di tale potere nel 2011, aveva il potere di respingere una legge su consiglio del Primo ministro dell'Australia e del gabinetto federale, ma anche questo potere è stato esercitato solo raramente. 
Il Parlamento australiano, tuttavia, mantiene ancora oggi, su istanza del governo, il potere di legiferare per il Territorio in tutte le questioni, incluso il diritto di ignorare in toto la legislazione approvata dall'Assemblea, anche se è stata già sanzionata.